# Ицштедт
Ицштедт (нем. Itzstedt) — община в Германии, в земле Шлезвиг-Гольштейн. 
Входит в состав района Зегеберг. Подчиняется управлению Ицштедт.  Население составляет 2264 человека (на 31 декабря 2010 года). Занимает площадь 7,13 км².